# Allan Wolski
Allan da Silva Wolski (* 18. Januar 1990 in São Paulo) ist ein brasilianischer Leichtathlet, der sich auf den Hammerwurf spezialisiert hat.

## Sportliche Laufbahn
Erste internationale Erfahrungen sammelte Allan Wolski im Jahr 2008, als er bei den U23-Südamerikameisterschaften in Lima mit einer Weite von 56,30 m die Silbermedaille hinter dem Kolumbianer Jacobo de León gewann. Im Jahr darauf belegte er mit 60,38 m den siebten Platz bei den Südamerikameisterschaften in Lima und anschließend siegte er mit 64,98 m bei den Juniorensüdamerikameisterschaften in São Paulo mit dem leichteren 6-kg-Hammer. Auch bei den Panamerikanischen Juniorenmeisterschaften in Port-of-Spain siegte er mit einem Wurf auf 65,37 m. 2010 siegte er mit 61,17 m bei den U23-Südamerikameisterschaften, die im Zuge der Südamerikaspiele in Medellín ausgetragen wurden. 2011 gewann er bei den Südamerikameisterschaften in Buenos Aires mit 66,85 m die Bronzemedaille hinter dem Argentinier Juan Ignacio Cerra und seinem Landsmann Wagner Domingos und 2012 verteidigte er bei den U23-Südamerikameisterschaften in São Paulo mit 63,20 m seinen Titel. 2013 gewann er bei den Südamerikameisterschaften in Cartagena mit 66,25 m erneut die Bronzemedaille, diesmal hinter Landsmann Wagner Domingos und Juan Ignacio Cerra aus Argentinien. 2014 nahm er an den Südamerikaspielen in Santiago de Chile teil und belegte dort mit 62,90 m den siebten Platz, ehe er bei den Ibero-Amerikanischen Meisterschaften in São Paulo mit 70,81 m die Silbermedaille hinter Wagner Domingos gewann.
2015 gewann er bei den Südamerikameisterschaften in Lima mit 69,82 m die Silbermedaille hinter Domingos und belegte anschließend mit 72,72 m den fünften Platz bei den Panamerikanischen Spielen in Toronto. Im Jahr darauf gewann er mit 71,69 m die Bronzemedaille bei den Ibero-Amerikanischen Meisterschaften in Rio de Janeiro hinter Domingos und Roberto Sawyers aus Costa Rica. 2017 gewann er bei den Südamerikameisterschaften in Luque mit 71,38 m die Bronzemedaille hinter Domingos und dem Chilenen Humberto Mansilla und anschließend startete er bei den Weltmeisterschaften in London, bei denen er mit 72,51 m aber den Finaleinzug verpasste. Im Jahr darauf nahm er erneut an den Südamerikaspielen in Cochabamba teil und wurde dort mit 71,51 m Fünfter.
2019 gewann er bei den Südamerikameisterschaften in Lima mit einer Weite von 72,51 m die Bronzemedaille hinter den Chilenen Gabriel Kehr und Humberto Mansilla und anschließend belegte er bei den Panamerikanischen Spielen ebendort mit 73,25 m den sechsten Platz, ehe er bei den Militärweltspielen in Wuhan mit 68,11 m ebenfalls auf Rang sechs gelangte. 2021 wurde er bei den Südamerikameisterschaften in Guayaquil mit 70,71 m Vierter. Im Jahr darauf gelangte er bei den Ibero-Amerikanischen Meisterschaften in La Nucia mit 72,24 m auf den vierten Platz und schied anschließend bei den Weltmeisterschaften in Eugene mit 71,27 m in der Qualifikationsrunde aus. Im Oktober wurde er dann bei den Südamerikaspielen in Asunción mit einem Wurf auf 70,54 m Vierter. 2023 belegte er bei den Südamerikameisterschaften in São Paulo mit 69,58 m den vierten Platz und im Jahr darauf gelangte er bei den Ibero-Amerikanischen Meisterschaften in Cuiabá mit 71,89 m auf Rang fünf. 2025 belegte er bei den Südamerikameisterschaften in Mar del Plata mit 71,97 m den fünften Platz.
In den Jahren von 2019 bis 2022 und 2024 wurde Wolski brasilianischer Meister im Hammerwurf.